# 표도르 3세
표도르 3세(러시아어: Фёдор III Алексеевич, 1661년 6월 9일 모스크바 ~ 1682년 5월 7일 모스크바)는 루스 차르국 로마노프 왕조의 3대 차르(재위: 1676년 2월 8일 ~ 1682년 5월 7일)이다.

## 생애
알렉세이 미하일로비치 왕의 아들로 태어났다. 1676년 알렉세이 1세 왕의 뒤를 이어 루스 차르국의 차르으로 즉위했다.
종교 분야에서는 러시아 정교회의 모스크바 총대주교 니콘(Nikon)에 대한 명예 회복을 실시했지만 러시아 정교회의 고의식파에 대한 탄압은 계속되었다. 군대 지휘 계통을 가문으로 정하는 문벌제를 폐지하고 능력 위주의 군대로 전환하는 군대 개혁을 단행했다. 1680년에는 전국적인 토지 조사를 실시했다. 외교 분야에서는 러시아-튀르크 전쟁이 종식되었고 1681년 바흐치사라이 조약을 통해 루스 차르국의 키예프 지배가 인정되었다.
표도르 3세는 인문주의자였던 가정교사인 폴로츠크의 시메온(Simeon)으로부터 당시의 루스 차르국의 왕족 사회에서는 극히 드물게 높은 수준의 교육을 받았다. 표도르 3세는 문학적 재능을 갖고 있었으며 라틴어, 폴란드어를 이해했다고 한다.
1680년 폴란드 출신의 귀족인 아가피야 세묘노브나 그루셰츠카야와 결혼하면서 궁정에서는 아가피야가 들여온 서양의 관습, 패션이 유행했다. 그렇지만 아가피야는 1681년에 있었던 첫 출산에서 아이들과 함께 사망했고 표도르 3세는 비탄에 빠지게 된다. 1682년 마르파 아프락시나와 재혼했지만 후계자 없이 사망했다. 그의 뒤를 이어 표도르 3세의 동생인 이반 5세, 표트르 1세가 루스 차르국의 차르로 즉위했다.
| 전임 알렉세이 미하일로비치 | 루스 차르국의 차르 1676년 2월 8일 ~ 1682년 5월 7일 | 후임 이반 5세, 표트르 1세 |